# 教座出缺
教座出缺（拉丁語：Sede Vacante），是天主教會內（特別是教會法上）對個別教會的主教職位發生因去世或辭職而導致空缺情形或時期之稱呼，尤其用來指教宗職位的空缺，被稱為「宗座出缺」（Apostolica Sedes Vacans）或「宗座空缺」。這時期教會運作的狀態，類似於世俗政治的看守政府。

## 宗座出缺
宗座出缺從教宗因各種原因去職後開始，至樞機團在羅馬召開選舉秘密會議選出新任教宗後結束。在這時期中，原由教宗施行對天主教會的最高治理權由樞機團代管，聖座常規事務則由總務樞機代為處理。
現在關於宗座出缺期間代行教宗與聖座權力的規範，主要來自1996年若望·保祿二世頒布的《主的普世羊群》憲諭。在宗座出缺期間，樞機團雖代管教宗的教權，但沒有以宗座名義頒布新法律或命令（指在教會法內）的權力；羅馬教廷各部門在這段時間的活動也會減少，大多數的部門首長都會在宗座出缺開始後停止職務，各部門在新任教宗選出前不處理重大決策。只有負責宗座財產的總務樞機繼續保留職務及負責原有的任務，而總務樞機也會擔任梵蒂岡城國的代理元首，並將原先要向教宗報告的事務轉向樞機會議報告；而總務樞機若在宗座出缺期間同時出缺的話，將由樞機團投票選出接任者。此外宗座駐外使節們依然保留其外交任務。
由於教宗同時為羅馬教區的正權主教，關於教區內的教權，羅馬代理主教會保持教區內的教務運作。
宗座出缺期間，需要使用教宗牧徽的地方或場合，會以宗座出缺時期專用的總務樞機牧徽代替，樞機團在這段期間負責安排教宗選舉等事務的職責，例如在這段時間發行的梵蒂岡貨幣上，就會印上宗座出缺期紋飾的總務樞機牧徽浮雕。教宗選舉結束後，就是新任教宗的就職典禮、以及繼承位於拉特朗大殿的羅馬主教座位。
史上最久的宗座出缺期，是克萊孟四世死後至額我略十世接任期間的教宗選舉時期，為期近3年。最近的宗座出缺期，則始於2025年4月21日教宗方濟各逝世，在同年5月8日透過選舉秘密會議選出新任教宗良十四世後結束。

宗座出缺期聖座紋章，僅存宗座华盖和兩支象徵教宗權柄的「天國之鑰（英语：Keys of Heaven）」。
2025年宗座出缺期間擔任總務樞機的凱文·若瑟·法雷爾所使用的牧徽。
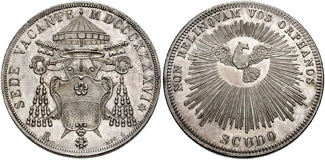
1846年發生宗座出缺期間，教宗國所發行的斯庫多。